# Las fuentes del comportamiento soviético

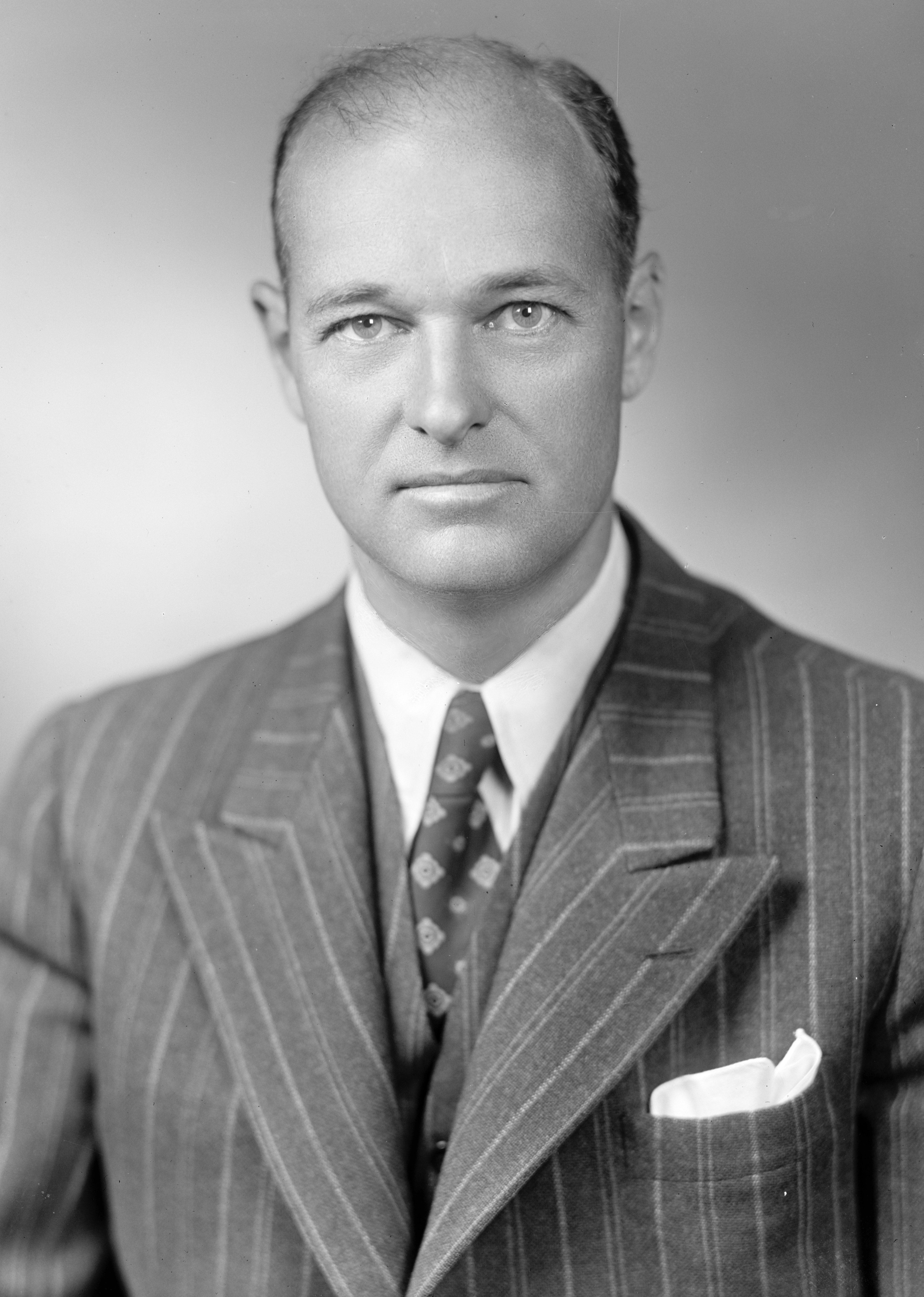
George F. Kennan en 1947, el mismo año Foreign Affairs publicó su artículo "Las fuentes de la conducta soviética" bajo el seudónimo de "X".

El Artículo X es un artículo, formalmente titulado Las fuentes de la conducta soviética, escrito por George F. Kennan y publicado bajo el seudónimo "X" en el número de julio de 1947 de la revista Foreign Affairs. El artículo introdujo ampliamente el término "contención" y abogó por su uso estratégico contra la Unión Soviética. El artículo amplió las ideas expresadas por Kennan en un telegrama confidencial de febrero de 1946, identificado formalmente por el número del Departamento de Estado de Kennan, 511, pero apodado informalmente el telegrama largo por su tamaño.
Kennan compuso el largo telegrama para responder a las preguntas sobre las implicaciones de un discurso de febrero de 1946 de Iósif Stalin. Aunque el discurso estaba en línea con las declaraciones anteriores de Stalin, provocó temor en la prensa y el público estadounidenses; La revista Time lo llamó "el pronunciamiento más bélico pronunciado por cualquier estadista de alto rango desde el Día V-J". El largo telegrama explicaba las motivaciones soviéticas contando la historia de los gobernantes rusos así como la ideología más reciente del marxismo-leninismo. Argumentó que los líderes soviéticos usaron la ideología para caracterizar el mundo exterior como hostil, lo que les permitió justificar su permanencia en el poder a pesar de su falta de apoyo popular. Los burócratas de Washington leyeron rápidamente el mensaje confidencial y lo aceptaron como la mejor explicación del comportamiento soviético. La recepción elevó la reputación de Kennan dentro del Departamento de Estado como uno de los principales expertos soviéticos del gobierno.
Después de escuchar a Kennan hablar sobre las relaciones exteriores soviéticas ante el Consejo de Relaciones Exteriores en enero de 1947, el banquero internacional R. Gordon Wasson sugirió que expresara sus puntos de vista en un artículo para Foreign Affairs. Kennan revisó un artículo que había enviado al Secretario de Marina James Forrestal a fines de enero de 1947, pero su papel en el gobierno le impidió publicar bajo su nombre. Sus superiores le concedieron la aprobación para publicar el artículo siempre que se publicara de forma anónima; Foreign Affairs atribuyó el artículo sólo a "X". Expresando sentimientos similares a los del largo telegrama, la pieza fue fuerte en su anticomunismo, introduciendo y esbozando una teoría básica de contención. El artículo fue muy leído y, aunque no menciona la Doctrina Truman, habiendo sido escrito en su mayoría antes del discurso de Truman, rápidamente se vio como una expresión de la política de la doctrina. Los comentaristas retrospectivos cuestionan el impacto del artículo; Henry Kissinger se refirió a ella como "la doctrina diplomática de la época", mientras que algunos historiadores escriben que se ha exagerado su impacto en la configuración de la política gubernamental.

## Fondo

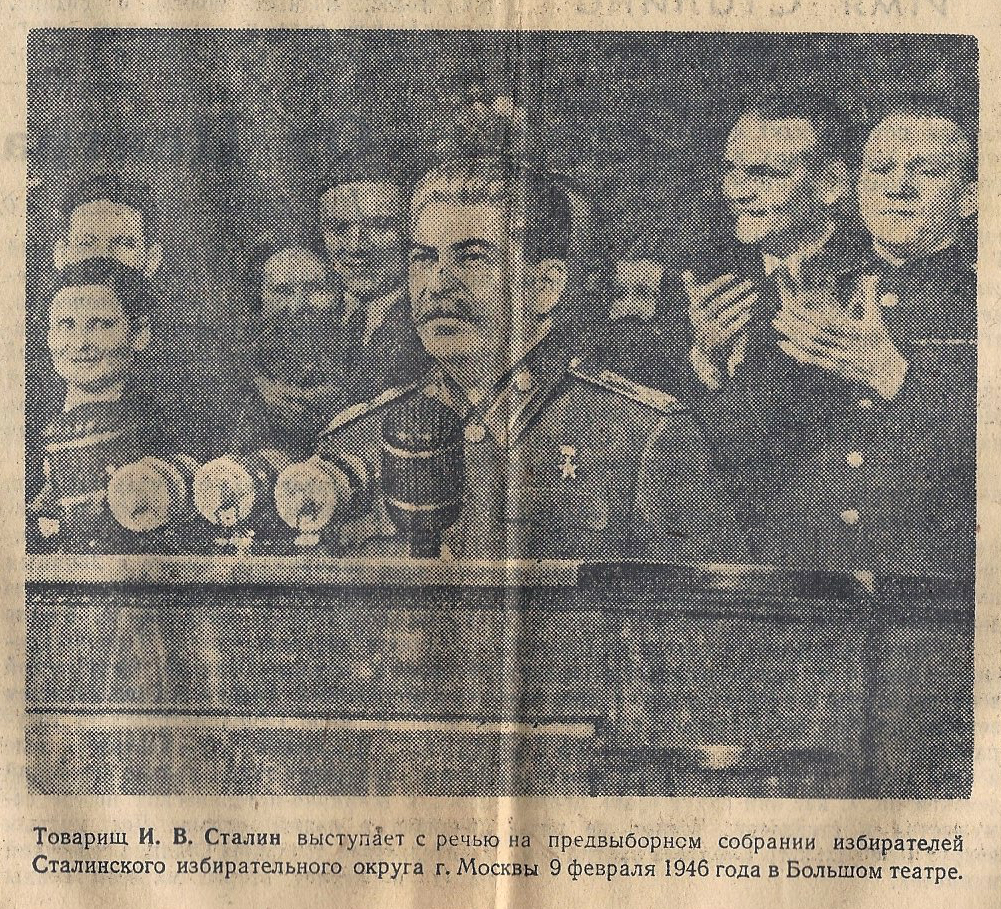
Iósif Stalin hablando en el Teatro Bolshoi, el 9 de febrero de 1946. El largo telegrama de Kennan comenzó como un análisis del discurso.

Iósif Stalin, Secretario General y líder de facto de la Unión Soviética, habló en el Teatro Bolshoi el 9 de febrero de 1946, la noche antes de las elecciones legislativas de dicho año. El discurso no discutió la política exterior, sino que prometió expandir la industria. Justificó la expansión señalando la teoría del marxismo-leninismo que advirtió que el capitalismo poseía una predisposición al conflicto.
El discurso de Stalin provocó miedo en la prensa y el público estadounidense, con la revista Time llamándolo "el pronunciamiento más bélico pronunciado por cualquier estadista de alto rango desde el Día V-J". George F. Kennan, que entonces trabajaba para el Departamento de Estado de los EE. UU. como encargado de negocios en Moscú, Encontró el discurso rutinario y reflejo de las declaraciones anteriores de Stalin. Con esto en mente, emitió solo un breve resumen del discurso para el Departamento de Estado. A pesar de las conocidas declaraciones de Stalin, el contexto en el que se hicieron, incluido el reciente rechazo de la Unión Soviética al Bretton Woods y la evidencia de espionaje atómico en los Estados Unidos y Canadá – funcionarios alarmados en Washington. En una entrevista de 1982, el exdiplomático Elbridge Durbrow expresó que el discurso de Stalin había dicho en efecto, "al diablo con el resto del mundo". El presidente de los EE. UU. Harry Truman estaba confundido por las políticas soviéticas, a veces pareciendo beligerante y otras ejerciendo autocontrol. Los líderes llegaban cada vez más a la conclusión de que la estrategia "quid pro quo" existente era ineficaz contra los soviéticos, pero no tenía una estrategia de reemplazo.
Durbrow y otro diplomático, H. Freeman Matthews, ambos lectores de los telegramas anteriores de Kennan, estaban confundidos por el relativo silencio de Kennan sobre el discurso. El 13 de febrero, Matthews redactó un mensaje, firmado por el Secretario de Estado James F. Byrnes, pidiendo un análisis. El mensaje describía que la reacción de la prensa y el público había sido, "en un grado nunca antes sentido", y expresó: "Deberíamos recibir de usted un análisis interpretativo de lo que podemos esperar en el camino de la implementación futura de estas políticas anunciadas". W. Averell Harriman, habiendo regresado recientemente de su misión como embajador ante la Unión Soviética, habló con Kennan y lo animó a escribir un análisis exhaustivo.

## El «Telegrama largo»
El prefacio del telegrama reza: «La respuesta al 284 del Departamento, febrero 3, 11, involucra cuestiones tan intrincadas, delicadas y ajenas a nuestra forma de pensar, y tan importantes para el análisis de nuestro marco internacional, que no puedo compendiar la respuesta en un solo breve mensaje sin alertar sobre lo que siento podría ser un peligroso grado de simplificación. Espero, por lo tanto, que el Departamento coincida conmigo si remito estas cinco partes en respuesta a la pregunta... Pido disculpas por anticipado por esta sobrecarga del canal telegráfico; pero las preguntas involucradas son de importancia tan urgente, particularmente a la vista de los recientes acontecimientos, que nuestras respuestas a ellas, si alguna atención merecen, me parece que la merecen inmediatamente».
Luego Kennan, en las dos primeras secciones, esboza las conclusiones que pronto se convertirían en la piedra angular de la política estadounidense durante la Guerra Fría:
- La Unión Soviética se percibía a sí misma como en guerra eterna contra el capitalismo.
- Los grupos de izquierda moderada (no-comunistas) serían percibidos por el régimen soviético como enemigos, no como aliados.
- La Unión Soviética usaría como aliados a los elementos marxistas localizados en el mundo capitalista a los que pudiera controlar.
- La «agresión soviética» no estaba fundamentalmente alineada con los puntos de vista del pueblo ruso o la realidad económica, sino más bien con la «histórica paranoia y xenofobia rusa».
- La estructura del gobierno soviético prohibía la descripción objetiva tanto de la realidad interna como de la externa.

En las secciones tercera y cuarta, Kennan procuraba anticipar las tácticas y estrategias que la Unión Soviética usaría durante la Guerra Fría.
En la quinta sección, que es la parte más polémica del «telegrama», Kennan expone las debilidades de la Unión Soviética y propone una estrategia estadounidense. Kennan sostenía que la Unión Soviética sería sensible a la fuerza; que los soviéticos eran débiles comparados con el mundo occidental unido; que los soviéticos eran vulnerables a la inestabilidad interna; y que la propaganda soviética era ante todo negativa y destructiva no constructiva ni pretentida hacer una apología del modelo soviético solo atacar al modelo occidental de democracias capitalistas y libertad religiosa y de opinión. Kennan propuso el cálculo prudente, la educación pública, la solidaridad con el resto del mundo, los esfuerzos constructivos para construir una sociedad mundial más positiva, y la fe en la superioridad del «modo occidental de vida». Estas ideas contienen muchos de los puntos principales de la «política de contención».
Kennan probablemente escribió borradores de un mensaje antes de dictar una versión final a su secretaria, Dorothy Hessman, el 22 de febrero de 1946. Terminando tarde en la noche, llevó el mensaje a la sala de códigos de Mokhovaya en Moscú y lo hizo telegrafiar a Washington. El mensaje rápidamente se denominó "telegrama largo" porque, con un poco más de 5.000 palabras, fue el telegrama más largo enviado en la historia del Departamento de Estado.
Identificado como "511" por el número del Departamento de Estado de Kennan, el mensaje se divide en cinco secciones, que cubren los antecedentes de la Unión Soviética, las características actuales, las perspectivas futuras y las implicaciones que tendrían para los Estados Unidos. Comienza con una disculpa por su extensión, pero matiza la necesidad de responder a todas las preocupaciones apremiantes a la vez. Kennan comienza presentando el mundo desde la perspectiva soviética, dividiéndolo en sectores socialistas y capitalistas. La alianza entre Estados Unidos y Gran Bretaña estaba destinada al fracaso, y conduciría a una guerra entre ellos oa un ataque conjunto contra la Unión Soviética. Los soviéticos creían que en última instancia prevalecerían en tal conflicto, pero mientras tanto necesitarían aumentar su fuerza y explotar la tendencia de los capitalistas al conflicto entre ellos. Kennan describió estas ideas como absurdas y señaló que los países capitalistas no estaban fallando y no siempre estaban en conflicto. Además, describió la idea de que Estados Unidos y Gran Bretaña entrarían deliberadamente en una guerra contra los soviéticos como la "más pura tontería".
| La política soviética realmente estará dominada por [la] búsqueda de autarquía para [la Unión Soviética y las áreas adyacentes dominadas por los soviéticos en conjunto. ... Es probable que los soviéticos le den la espalda a los oficiales pragmáticos. ... al principio de la colaboración económica general entre las naciones.—– George F. Kennan, the "long telegram" |

Los líderes soviéticos llegaron a estos sentimientos ilógicos, explicó, porque"... en el fondo de la visión del Kremlin de los asuntos mundiales hay un sentido ruso tradicional e instintivo de inseguridad". La autoridad de los gobernantes rusos anteriores era "arcaica en su forma, frágil y artificial en su base psicológica, incapaz de soportar la comparación o el contacto con los sistemas políticos de los países occidentales". Su comprensión de la historia rusa se unió a la ideología del marxismo-leninismo. Su obstinación en tratar con Occidente nació de la necesidad; ver al resto del mundo como hostil proporcionó una excusa "para la dictadura sin la cual no sabían cómo gobernar, para las crueldades que no se atrevían a infligir, para los sacrificios que se sentían obligados a exigir". Hasta que la Unión Soviética experimentara fracasos constantes o su líder fuera persuadido de que estaban afectando negativamente los intereses de su nación, Occidente no podía esperar ninguna reciprocidad de los soviéticos.
El gobierno soviético, continuó Kennan, podría entenderse como ocupando dos espacios distintos: un gobierno oficial, visible y otro que opera sin ningún reconocimiento oficial. Mientras que los primeros participarían en la diplomacia internacional, los segundos intentarían socavar a las naciones capitalistas tanto como fuera posible, incluidos los esfuerzos para "perturbar la autoconfianza nacional, paralizar las medidas de defensa nacional, aumentar el malestar social e industrial, estimular todas las formas de desunión". Opinó que, en última instancia, los soviéticos no tienen ninguna expectativa de reconciliación con Occidente.
Kennan no concluyó ofreciendo cursos de acción específicos, sino que ofreció soluciones más generales, como la necesidad de mantener el coraje y la confianza en sí mismo en las interacciones con los soviéticos. Manejar la amenaza requeriría "la misma minuciosidad y cuidado que la solución de un problema estratégico importante en la guerra y, si es necesario, con un desembolso no menor en el esfuerzo de planificación". Escribió que, en comparación con la Alemania nazi, los soviéticos son mucho más pacientes y, a menudo, reacios al riesgo. Ser más débil que Occidente, no tener procedimientos regulares para reemplazar líderes, haber absorbido demasiados territorios, no inspirar a su gente y depender demasiado de la propaganda negativa significaba que "podemos abordar con calma y con buen corazón el problema de cómo tratar con Rusia".
Kennan enfatizó la necesidad de educar al público estadounidense sobre la amenaza del comunismo internacional. Mantener fuerte a la sociedad occidental era importante para protegerse de las tendencias expansivas del comunismo: "El mayor peligro que nos puede sobrevenir al hacer frente a este problema del comunismo soviético, es que nos permitamos llegar a ser como aquellos a quienes nos enfrentamos".

## El impacto del «Telegrama Largo»

### Sobre la política exterior estadounidense
Matthews envió a Kennan un cable elogiando el telegrama, describiéndolo como "magnífico", y agregó: "No puedo sobrestimar su importancia para aquellos de nosotros aquí que luchamos con el problema". Byrnes también lo elogió, escribiendo que lo había leído "con el mayor interés" y describiéndolo como "un análisis espléndido". Harriman estaba menos entusiasmado y lo calificó como "bastante largo y un poco lento de leer en algunos lugares". No obstante, envió una copia al Secretario de Marina James Forrestal. Forrestal fue en gran parte responsable de la difusión del largo telegrama, enviando copias a todo Washington. Obtuvo más lectores de lo que era típico para un documento clasificado, con lectores que incluyen embajador en Cuba Henry Norweb, diplomático británico Frank Roberts (diplomático) Frank Roberts, George C. Marshall y el presidente Truman.
El largo telegrama fue rápidamente leído y aceptado por los burócratas de Washington como la mejor explicación del comportamiento soviético. Los formuladores de políticas, los oficiales militares y los analistas de inteligencia en general llegaron a comprender que el principal objetivo de la política exterior de la Unión Soviética era dominar el mundo bajo un estado comunista. El historiador John Lewis Gaddis escribe que el impacto final del largo telegrama es que "se convirtió en la base de la estrategia de Estados Unidos hacia la Unión Soviética durante el resto de la Guerra Fría", y que "ganó [Kennan] el reputación de ser el principal experto soviético del gobierno". En 1967, Kennan reflexionó: "Mi reputación se forjó. Mi voz ahora se escucha". A mediados de abril de 1946, ante la insistencia de Forrestal, Kennan recibió un nombramiento en el Colegio Nacional de Guerra como diputado de Asuntos Exteriores.
La administración Truman aceptó rápidamente las conclusiones de Kennan, entendiendo que los soviéticos no tenían quejas razonables con Occidente y nunca cooperarían con los estados capitalistas. Por lo tanto, no tenía sentido tratar de abordar las preocupaciones soviéticas, dejando una política de contención de los intereses soviéticos como la mejor respuesta. El historiador Louis Halle escribe que el momento de la aparición del largo telegrama fue importante, "[llegando] justo en un momento en que el Departamento... se tambaleaba, buscando nuevos amarres intelectuales". Continúa diciendo que el telegrama sirvió como "una concepción nueva y realista a la que podría adherirse". Gaddis y el historiador Wilson D. Miscamble creen que Halle exagera el impacto de Kennan en el pensamiento del Departamento de Estado, enfatizando que el Departamento ya se estaba moviendo hacia una posición más antagónica contra los soviéticos. aunque Miscamble concede, "no puede haber ninguna duda de que el cable de Kennan ejerció un efecto catalizador sobre el pensamiento departamental, especialmente en lo que respecta a la posibilidad de que Estados Unidos logre una relación no adversaria con la Unión Soviética".
| Si ninguno de mis esfuerzos literarios previos parecía evocar el más leve tintineo de la campana a la que iban dirigidos, éste, para mi asombro, la golpeó de lleno y la hizo vibrar con una resonancia que no se extinguiría durante muchos meses."—– Kennan reflecting on the long telegram, 1967 |

Ofreciendo una perspectiva diferente, Matthews señala en una carta del 12 de marzo de 1946 que la administración ya se había movido en la dirección de no atender los intereses soviéticos antes del largo telegrama, señalando un discurso que Byrnes pronunció el 28 de febrero, redactado antes de que Byrnes leyera el mensaje de Kennan. . En el discurso, Byrnes explica: "No nos mantendremos ni podemos quedarnos al margen si se utiliza la fuerza o la amenaza en contra de los propósitos de las naciones unidas. ... Si queremos ser una gran potencia, debemos actuar como una gran potencia, no solo para garantizar nuestra propia seguridad, sino también para preservar la paz del mundo". Matthews explica que el telegrama largo serviría como justificación de la administración para acciones posteriores. En la misma carta, Matthews escribe que el largo telegrama es "en mi opinión, la mejor pieza de escritura analítica que he visto salir del Servicio Exterior..., ha sido recibido en los más altos aposentos aquí como un esquema básico de la futura política soviética". Cuenta entre sus lectores a los Secretarios de Estado, Guerra y Marina, ya los más altos del Ejército y la Marina. El historiador Melvyn P. Leffler señala que antes de que el largo telegrama hubiera circulado ampliamente, el Estado Mayor Conjunto ya había resuelto en febrero de 1946 que "la colaboración con la Unión Soviética debería detenerse antes de llegar no sólo al compromiso de principio sino también de expansión de la influencia rusa en Europa y en el Lejano Oriente.

### Sobre la Unión Soviética
Aunque el largo telegrama era un documento clasificado, circuló lo suficiente como para que una copia se filtrara a la inteligencia soviética. Stalin estaba entre sus lectores y pidió a su Embajador estadounidense, Nikolai Novikov, que enviara un telegrama similar desde Washington a Moscú. Escrito fantasma por el Ministro de Asuntos Exteriores Vyacheslav Molotov, la pieza fue enviada el 27 de septiembre de 1946. Representante de las opiniones de Stalin, El telegrama de Novikov argumentaba en parte: "La política exterior de los Estados Unidos refleja las tendencias imperialistas del capitalismo monopolista estadounidense, y se caracteriza... por una lucha por la supremacía mundial". Estados Unidos intentaría lograr la supremacía cooperando con Gran Bretaña, pero su cooperación estuvo "plagada de grandes contradicciones internas y no puede ser duradera... Es muy posible que Oriente Próximo se convierta en un centro de contradicciones angloamericanas que hagan estallar los acuerdos ahora alcanzados entre Estados Unidos e Inglaterra".
Kennan proporcionó comentarios sobre el telegrama de Novikov en una pieza de 1991 para la revista   Historia diplomática . Él escribió en parte: "Estas pobres, pusieron en el acto, produjeron la cosa", pero "era solo una forma de decirle a sus maestros en Moscú: '¡Qué cierto, señor!.

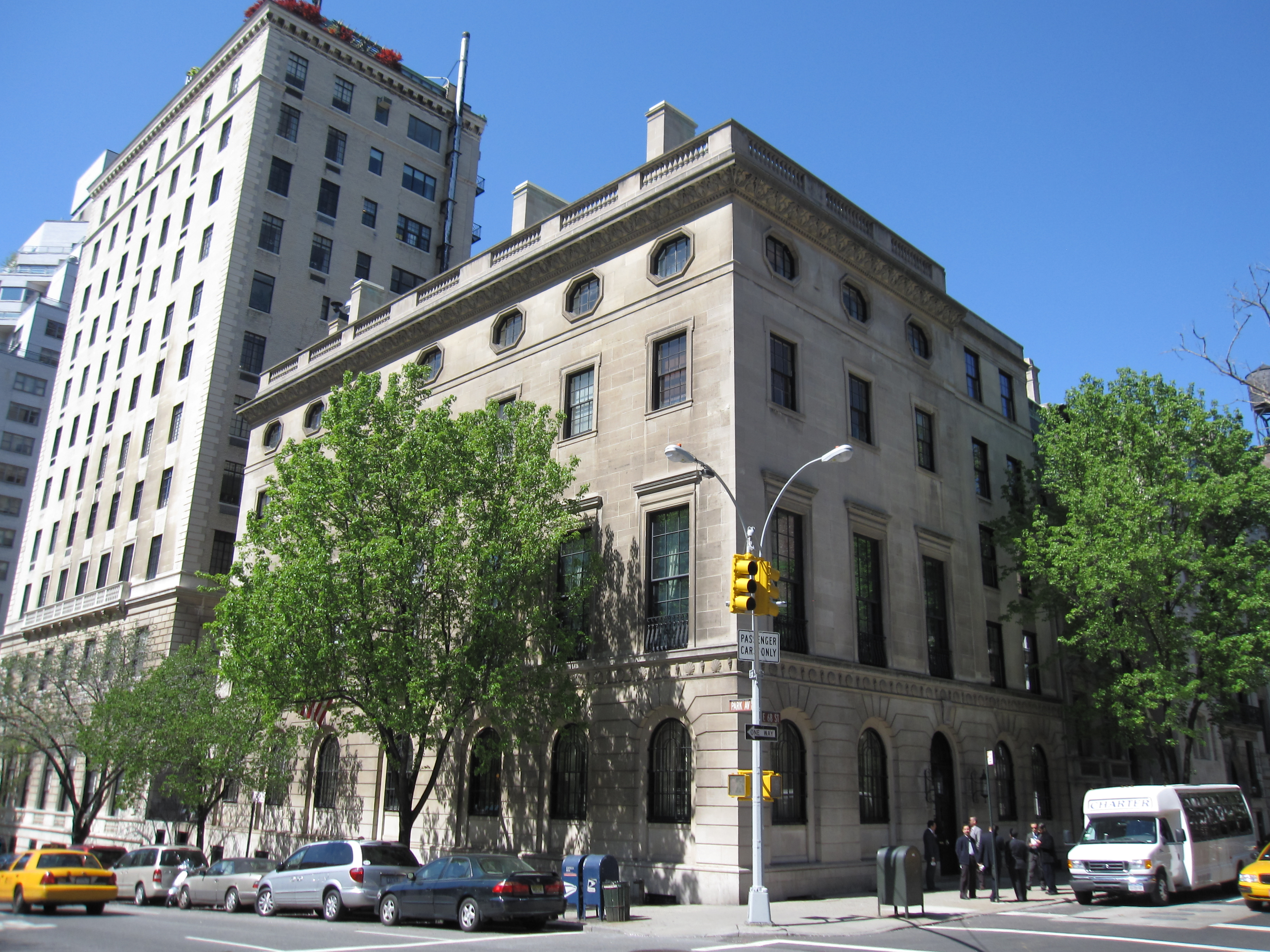
R. Gordon Wasson animó a Kennan a escribir un artículo para Asuntos Exteriores después de escucharlo hablar ante el Consejo de Relaciones Exteriores en la Harold Pratt House (en la foto) en enero de 1947.

### Origen
El 7 de enero de 1947, Kennan habló en el Consejo de Relaciones Exteriores, con sede en Harold Pratt House en Ciudad de Nueva York. El tema de la reunión fue "Relaciones extranjeras soviéticas", presentadas a un grupo pequeño y designado como " no para la atribución". Kennan no preparó un discurso escrito, después de haber dado docenas de conversaciones similares en los años anteriores. En su charla, discutió las perspectivas de los líderes soviéticos sobre el resto del mundo, arraigado tanto en su ideología marxista-leninista como en la historia rusa. Los soviéticos justificaron su dictadura al señalar enemigos externos, la mayoría de los cuales eran imaginarios. Para que ocurran el cambio, Estados Unidos y sus aliados tendrían que "contener" a los soviéticos de una "manera no profesional".
Banquero internacional R. Gordon Wasson asistió a la discusión y quedó impresionado por Kennan, lo que sugiere que el consejo revisa la charla para su publicación en su revista  Asuntos exteriores . El editor de la revista Hamilton Fish Armstrong no había asistido a la discusión, pero solicitó el 10 de enero que Kennan revisara su conversación en un artículo. Kennan respondió a Armstrong en una carta del 4 de febrero, escribiendo: "Realmente no puedo escribir nada de valor en Rusia para su publicación bajo mi propio nombre. Si le interesa un artículo anónimo, o uno bajo un seudónimo ... yo podría ser capaz de hacer los arreglos necesarios ". Armstrong respondió el 7 de marzo, aceptando la sugerencia de Kennan, escribiendo que la "desventaja de anonimato" fue superada por la importancia potencial del artículo.
Tomando un tiempo libre del Departamento de Estado, Kennan trabajó como profesor en el National War College. Su trabajo le dejó poco tiempo para escribir un nuevo ensayo, por lo que buscó trabajos anteriores para reutilizar. En enero de 1946, Forrestal le había pedido a Kennan un análisis de una pieza del profesor Smith College Edward F. Willett titulado "Materialismo dialéctico y objetivos rusos". Kennan no estaba impresionado con el trabajo, pero decidió que, en lugar de denigrar la pieza, publicaría un nuevo análisis. El documento, titulado "Antecedentes psicológicos de la política exterior soviética", fue de alrededor de seis mil palabras. A finales de enero de 1946, lo envió a Forrestal, quien lo describió como "extremadamente bien hecho" antes de enviarlo al general Marshall. En una carta de 10 de marzo a John T. Connor, un asistente de Forrestal, Kennan preguntó si sería apropiado publicar esta pieza de forma anónima en Foreign Affairs. Forrestal estuvo de acuerdo, al igual que el Comité de Publicaciones no oficiales del Departamento de Estado.
Kennan hizo varias correcciones menores a la pieza, junto con rascar su nombre y escribir "X" en su lugar. Agregó una nota sobre la autoría, escribiendo: "El autor de este artículo es alguien que ha tenido una larga experiencia con los asuntos rusos, tanto prácticamente como académicamente, pero cuya posición le hace imposible escribir sobre ellos bajo su propio nombre". Armstrong publicó el artículo de Kennan bajo el título "Las fuentes de conducta soviética", eliminando la nota de Kennan y dejando solo la "X" como identificador.

### "Las fuentes de la conducta soviética"
La pieza de Kennan se abre con una descripción de cómo los líderes soviéticos fueron moldeados por el marxismo-leninismo, sirviendo como la "justificación pseudocientífica" Por qué Stalin y los otros líderes deberían permanecer en el poder a pesar de carecer de apoyo popular. A veces citando Historia de la decadencia y caída del Imperio romano de Edward Gibbon, Él escribe que la "intransigencia agresiva" de los líderes soviéticos contra el mundo exterior los obligó a "a castigar la contumacia" que habían provocado. Para mantener el poder, los líderes soviéticos necesitarían mantener la ilusión de amenazas externas: 

... El liderazgo [soviético] tiene la libertad de presentar con fines tácticos cualquier tesis particular que considere útil para la causa en cualquier momento en particular y requerir la aceptación fiel e incuestionable de esa tesis por parte de los miembros del movimiento en su conjunto. Esto significa que la verdad no es una constante, sino que en realidad se crea, a todos los efectos, por los propios líderes soviéticos.

Sin embargo, los soviéticos no estaban preparados para intentar un derrocamiento inmediato de Occidente, lo que está implícito en su ideología de que el capitalismo inevitablemente fallaría. En cambio, se centrarían en el objetivo a largo plazo de "[llenar] cada rincón y grieta disponibles en la cuenca del poder mundial". Para oponerse a ellos, Estados Unidos necesitaría estrategias a largo plazo para  contener las ambiciones expansivas soviéticas. La contención contra los soviéticos, explica Kennan, requeriría una aplicación de "contra-fuerza" a lo largo de puntos cambiantes de intereses geográficos y políticos. Este concepto de "defensa perimetral", en el que toda el área geográfica se consideraba de igual importancia, Requirió que los Estados Unidos "confrontaran a los rusos con una fuerza inalterable en cada punto en el que muestran signos de invadir los intereses de un mundo pacífico y estable".
La contención demostraría su éxito a largo plazo porque la economía soviética era rudimentaria y el liderazgo del gobierno carecía de procedimientos para la sucesión ordenada. Cualquier interrupción en la política soviética sostuvo la posibilidad de "[cambiar el estado] de la noche a la mañana de uno de los más fuertes a una de las sociedades nacionales más débiles y lamentables". La contención era particularmente adecuada para su uso contra los soviéticos, pensó Kennan, debido a su ideología marxista-leninista, que fomenta una paciencia que no es evidente con líderes como Napoleón o Adolf Hitler. Él continúa: "... El Kremlin no está bajo compulsión ideológica para lograr sus propósitos a toda prisa. Al igual que la Iglesia, está tratando en conceptos ideológicos que son de válido a largo plazo ... no tiene derecho a arriesgar a los existentes logros de la revolución en aras de vanos adornos del futuro ".
El resultado final de la contención permitiría "la ruptura o la suavización gradual del poder soviético". La frustración indefinida que enfrentaron los soviéticos requerirían su ajuste a la realidad de su situación. La estrategia requeriría que Estados Unidos administre sus propios problemas con éxito, Con Kennan concluyendo: "Para evitar la destrucción, Estados Unidos solo necesita estar a la altura de sus mejores tradiciones y demostrar su valía de preservación como una gran nación. Seguramente, nunca hubo una prueba más justa de calidad nacional que esta.

## Impacto del artículoForeign Affairs

### inmediato
Armstrong le escribió a Kennan en mayo de 1947: "Es un placer para un editor lidiar con algo que prácticamente no necesita revisión. ... Solo deseo tu bien y por el nuestro para que pueda llevar tu nombre ". El largo retraso entre su escritura y publicación, unos cinco meses, significaba que la pieza no discutió ninguno de los recientes levantamientos comunistas en Grecia y Turquía, ni mencionó la Doctrina Truman. La pieza se debía incluir en Foreign Affairs Siguiente número, julio de 1947. Con un poco más de 19,000 suscriptores y un precio de cobertura costoso por el tiempo de $ 1.25 (15$ de la actualidad), La revista no circuló ampliamente. El número de julio no se desvió de las tendencias de compra regulares, hasta que el periodista Arthur Krock llamó la atención sobre el artículo "X" en una columna del 8 de julio  The New York Times . Krock sugirió que el principal impulso de "las fuentes de conducta soviética" fue "exactamente el adoptado por el gobierno estadounidense después de que el apaciguamiento del Kremlin demostró ser un fracaso", y escribió que el autor de la pieza había estudiado claramente a la Unión Soviética "en el rango más cercano posible para un extranjero". Krock concluye que las opiniones del autor "se parecen mucho a los marcados 'Top Secret' en varios archivos oficiales en Washington".
La columna de Krock resultó en una carrera por copias de Foreign Affairs. No había identificado a Kennan como "X" en su columna, pero demostró ser responsable de revelar la identidad de Kennan; Forrestal había dejado que Krock viera el borrador de la copia enviada a "Asuntos Exteriores" que todavía contenía el nombre de Kennan al final. Otros diplomáticos sospecharon la autoría de Kennan debido a la prosa distinta de la pieza, así como a la cita de Edward Gibbon. A medida que se extendió el rumor, el Departamento de Estado no ofreció ningún comentario. El Daily Worker, el periódico del Partido Comunista de EE. UU.: Llaman al derrocamiento del gobierno soviético".
El papel de Kennan en el Departamento de Estado prestó el artículo la autoridad de una declaración de política oficial. Aunque no tenía la intención de que el artículo fuera una declaración integral sobre la política exterior estadounidense, Un artículo en la edición del 21 de julio de  Newsweek  explicó que el artículo "X" proporcionó una justificación tanto para la Doctrina Truman como para el Plan Marshall y "[trazó] el curso que este país probablemente persiga en los próximos años ". Marshall, preocupado por la cantidad de atención tanto Kennan como el artículo estaban dibujando, habló con Kennan en una reunión privada. La explicación de Kennan de que el artículo había sido "autorizado para su publicación por el competente Comité Oficial" satisfizo a Marshall, pero fue largo y sospecho, antes de recuperarse de su asombro por las extrañas formas del departamento que ahora se dirigía".

### Críticas de Walter Lippmann
El comentarista político Walter Lippmann respondió al artículo, Publicado en el  New York Herald Tribune  en catorce columnas diferentes, la primera que apareció el 2 de septiembre de 1947. El análisis de Lippmann fue ampliamente leído y recopilado en su libro de 1947,  La Guerra Fría . Lippmann criticó que el artículo haya presentado una "monstruosidad estratégica", proporcionando a los soviéticos la iniciativa en cualquier conflicto, lo que resulta en Estados Unidos dependiendo de "una coalición de naciones, trigoles y facciones desorganizadas, desanimadas o desordenadas".
Lippmann concluyó incorrectamente que el artículo de Kennan había inspirado la doctrina Truman, que Lippmann se opuso. El artículo de Kennan se completó a fines de enero de 1947 y Truman anunció su doctrina en un discurso del 12 de marzo de 1947. A pesar de esta cronología, Gaddis escribe: "No hay evidencia de que influya en la redacción de esa dirección y la abundante evidencia de que Kennan había tratado de eliminar el lenguaje al que Lippmann luego se opuso". Sin embargo, para Lippmann, la pieza fue "no solo una interpretación analítica de las fuentes de conducta soviética. También es un documento de importancia primordial en las fuentes de la política exterior estadounidense, de al menos esa parte que se conoce como Truman Doctrina."
Debido a la naturaleza apresurada en la que Kennan había escrito el artículo, lamentó algunas opiniones expresadas y estuvo de acuerdo con algunas de las críticas de Lippmann. Aunque Kennan no envió el borrador final de la pieza hasta el 11 de abril, un mes después del anuncio de la doctrina Truman, no lo revisó a pesar de tener reparos con secciones de la doctrina. El puesto de Kennan en el Departamento de Estado lo hizo dudar en ofrecer cualquier aclaración pública, y no respondería hasta la publicación del primer volumen de sus memorias en 1967.

### Largo plazo
"Las fuentes de conducta soviética" introdujeron ampliamente el término "contención". Reflexionando sobre el artículo en sus memorias de 1979, Henry Kissinger escribe: "George Kennan estuvo tan cerca de autorizar la doctrina diplomática de su época como cualquier diplomático en nuestra historia". Gaddis escribe que el silencio de Kennan a las críticas de Lippmann resultó en la idea de que la contención se convirtiera en "sinónimo, en la mente de la mayoría de las personas que conocían la frase, con la doctrina de Truman". Gaddis escribe además que algunos han malinterpretado las opiniones de Kennan al poner énfasis indebido en el artículo X conspicuo pero engañoso.
En el artículo, Kennan usa el término "Counterforce" en lugar de "contrapresión" y no explica su significado, algo que admitió en sus memorias llevó a la confusión a los lectores. Kennan revaluó sus puntos de vista sobre la defensa del perímetro después de que se publicó el artículo, en lugar de cambiar la idea de "defensa de punto fuerte", donde la defensa se centró en áreas particulares.
En las memorias de Kennan, recordó que su "experiencia diplomática completa tuvo lugar en latitudes bastante altas del norte". Thomas Borstelmann escribe que las pocas experiencias de Kennan fuera de Europa contribuyeron a su detestación del pueblo de África, Asia, Oriente Medio y América Latina: "Tendió a agruparlas como impulsivas, fanáticas, ignorantes, perezosas, infelices , y propensos a los trastornos mentales y otras deficiencias biológicas ". En la primera de sus memorias, publicadas en 1967, Kennan vincula el despotismo soviético con sus líderes "actitud de secretaria oriental y conspiración". En una conferencia de 1942, explicó que la revolución bolchevique de 1917 reveló que los rusos no estaban "occidentalizados" sino que en su lugar eran un "pueblo semi-asiático". Borstelmann escribe además que las perspectivas de Kennan sobre la raza no eran exclusivas de él, sino que eran comunes en sus círculos contemporáneos de formulación de políticas estadounidenses.

### Citas
1. ↑  Kennan, 1983, quoted in Gaddis, 2011, p. 216.
2. 1 2  Gaddis, 2011, p. 718n40.
3. 1 2  Gaddis, 2011, p. 227.
4. 1 2  Kissinger, 1979, p. 135, quoted in Gaddis, 2011, p. 249.
5. 1 2 3  Gaddis, 2011, p. 216.
6. ↑  Gaddis, 2011, pp. 226–227.
7. 1 2  Gaddis, 1997, p. 193.
8. ↑  Gaddis, 2011, pp. 216–217.
9. ↑  Gaddis, 2011, pp. 217, 718n43.
10. 1 2 3  Leffler, 2007, p. 55.
11. 1 2  Gaddis, 2005a, p. 21.
12. 1 2 3  Gaddis, 2011, p. 217.
13. ↑  Gaddis, 2011, pp. 217–218.
14. 1 2 3 4 5  Gaddis, 2011, p. 218.
15. ↑  Gaddis, 2011, pp. 216, 218.
16. ↑  Kennan, 1983, citado en Gaddis, 2011, p. 216.
17. 1 2  Gaddis, 2011, pp. 218–219.
18. ↑  Miscamble, 1993, p. 25.
19. 1 2 3  Gaddis, 2011, p. 219.
20. 1 2 3  Gaddis, 2005b, p. 30.
21. ↑  Gaddis, 2011, pp. 219–220.
22. 1 2 3 4 5 6 7  Gaddis, 2011, p. 220.
23. 1 2  Gaddis, 2005b, p. 29.
24. 1 2 3 4 5  Gaddis, 2011, p. 221.
25. ↑  Gaddis, 1997, p. 288.
26. ↑  Gaddis, 2011, pp. 218, 229.
27. ↑  Schmitz, 1999, p. 149.
28. 1 2  Halle, 1967, p. 105, quoted in Miscamble, 1993, p. 26.
29. ↑  Gaddis, 2005a, p. 404n2;Miscamble, 1993, pp. 26–27.
30. ↑  Miscamble, 1993, p. 26.
31. ↑  Kennan, 1983, quoted in Gaddis, 2005a, p. 20.
32. 1 2 3  Gaddis, 2011, p. 226.
33. ↑  Leffler, 2005, p. 28.
34. ↑  Gaddis, 2005b, pp. 29–30.
35. ↑  Jensen, 1993, p. 75, quoted in Gaddis, 2005b, p. 30.
36. ↑  Gaddis, 2011, p. 229.
37. ↑  Kennan, 1991, pp. 540–541, quoted in Gaddis, 2011, p. 230.
38. ↑  Gaddis, 2011, pp. 249–250.
39. ↑  Gaddis, 2011, p. 250.
40. 1 2  Gaddis, 2011, p. 251.
41. ↑  Gaddis, 2011, p. 258.
42. 1 2 3 4 5  Gaddis, 2011, p. 259.
43. ↑  Kennan, 1983, quoted in Gaddis, 2011, p. 261.
44. 1 2 3 4 5  Gaddis, 2011, p. 261.
45. ↑  Gaddis, 2011, pp. 259, 720n23.
46. ↑  Gaddis, 2011, pp. 259, 262.
47. ↑  Kennan, 2012, p. 125.
48. ↑  Kennan, 2012, p. 115, quoted in Gaddis, 2011, p. 259.
49. ↑  Kennan, 2012, p. 115.
50. ↑  Kennan, 2012, p. 118, quoted in Gaddis, 2011, p. 259.
51. ↑  Kennan, 2012, p. 123, quoted in Gaddis, 2011, pp. 259–260.
52. 1 2 3  Gaddis, 2011, p. 260.
53. ↑  Kennan, 2012, p. 125, quoted in Gaddis, 2011, p. 260.
54. ↑  Gaddis, 2005a, p. 56.
55. ↑  Kennan, 2012, p. 132, quoted in Gaddis, 2005a, p. 57.
56. ↑  Kennan, 2012, p. 131, quoted in Gaddis, 2011, p. 260.
57. ↑  Gaddis, 2005a, pp. 381–382.
58. ↑  Kennan, 2012, p. 124, quoted in Gaddis, 2005a, p. 382.
59. ↑  Kennan, 2012, p. 132.
60. ↑  Kennan, 2012, p. 134, quoted in Gaddis, 2011, p. 261.
61. ↑  Kennan, 2012, p. 134, quoted in Gaddis, 2005a, p. 35.
62. ↑  Gaddis, 2011, pp. 261, 720n25.
63. ↑  Gaddis, 2011, pp. 261, 271.
64. 1 2 3 4 5  Gaddis, 2011, p. 271.
65. 1 2 3  Krock, 1947, quoted in Gaddis, 2011, p. 271.
66. 1 2 3 4 5 6  Gaddis, 2005a, p. 25.
67. ↑  Gaddis, 2011, pp. 271–272.
68. 1 2  Gaddis, 2011, p. 272.
69. ↑  Gaddis, 2011, pp. 272, 721n47.
70. ↑  Kennan, 1983, quoted in Gaddis, 2011, p. 272.
71. 1 2 3 4 5 6  Gaddis, 2011, p. 273.
72. 1 2  Gaddis, 2011, pp. 273–274.
73. 1 2  Gaddis, 2011, p. 275.
74. ↑  Gaddis, 2005a, pp. 24–25.
75. ↑  Gaddis, 2005a, p. 53.
76. ↑  Gaddis, 2005a, pp. 53, 404n2.
77. ↑  Gaddis, 2005a, p. 48n.
78. ↑  Gaddis, 2005a, p. 57.
79. ↑  Kennan, 1983, p. 181, quoted in Borstelmann, 2005, p. 321.
80. 1 2 3  Borstelmann, 2005, p. 321.
81. ↑  Kennan, 1983, p. 551, quoted in Borstelmann, 2005, p. 321.

#### libros
- Borstelmann, Thomas (2005). «The United States, the Cold War, and the color line».  En Leffler, Melvyn P.; Painter, David S., eds. Origins of the Cold War: An International History (Second edición). New York: Routledge. pp. 317-332. ISBN 0-415-34109-4.
- Gaddis, John Lewis (1997). We Now Know: Rethinking Cold War History. Oxford: Oxford University Press. ISBN 0-19-878071-0.
- Gaddis, John Lewis (2005a). Strategies of Containment: A Critical Appraisal of American National Security Policy during the Cold War (Revised and Expanded edición). New York: Oxford University Press. ISBN 978-0-19-517447-2.
- Gaddis, John Lewis (2005b). The Cold War: A New History. New York: Penguin Press. ISBN 978-0-14-303827-6. (requiere registro).
- Gaddis, John Lewis (2011). George F. Kennan: An American Life. New York: Penguin Books. ISBN 978-0-14-312215-9. (requiere registro).
- Halle, Louis (1967). The Cold War as History. New York.
- Jensen, Kenneth M., ed. (1993). Origins of the Cold War: The Novikov, Kennan, and Roberts "Long Telegrams" of 1946. Washington: United States Institute of Peace Press. ISBN 1-878379-27-5. (requiere registro).
- Kennan, George F. (1983). Memoirs: 1925–1950. New York: Pantheon.
- Kennan, George F. (2012). «The Sources of Soviet Conduct». American Diplomacy (60th-Anniverary Expanded edición). Chicago: University of Chicago Press. pp. 113-134. ISBN 978-0-226-43148-2.
- Kissinger, Henry A. (1979). White House Years. Boston: Little, Brown. ISBN 0-316-49661-8. (requiere registro).
- Leffler, Melvyn P. (2005). «National security and US foreign policy».  En Leffler, Melvyn P.; Painter, David S., eds. Origins of the Cold War: An International History (Second edición). New York: Routledge. pp. 15-41. ISBN 0-415-34109-4.
- Leffler, Melvyn P. (2007). For the Soul of Mankind: The United States, the Soviet Union, and the Cold War. New York: Hill and Wang. ISBN 978-0-374-53142-3.
- Lippmann, Walter (1947). The Cold War: A Study in U.S. Foreign Policy. New York: Harper & Row. ISBN 9780061317231. (requiere registro).
- Miscamble, Wilson D. (1993). George F. Kennan and the Making of American Foreign Policy, 1947–1950. Princeton: Princeton University Press. ISBN 978-0-691-02483-7.
- Schmitz, David F. (1999). «Cold War (1945–91): Causes».  En Chambers, John Whiteclay; Anderson, Fred; Eden, Lynn; Glatthaar, Joseph T.; Spector, Ronald H., eds. The Oxford Companion to American Military History. New York: Oxford University Press. ISBN 0-19-507198-0.

#### Artículos de revista y periódico
- Gati, Charles (1972). «What Containment Meant». Foreign Policy (7): 22-40. ISSN 0015-7228. JSTOR 1147751. doi:10.2307/1147751.
- Kennan, George F. (1991). «Commentary». Diplomatic History 15 (4): 539-543. ISSN 0145-2096. JSTOR 24912135. doi:10.1111/j.1467-7709.1991.tb00147.x.
- Krock, Arthur (8 de julio de 1947). «A Guide to Official Thinking About Russia». The New York Times. p. 22.
- Mark, Eduard (1978). «The Question of Containment: A Reply to John Lewis Gaddis». Foreign Affairs 56 (2): 430-441. ISSN 0015-7120. JSTOR 20039861. doi:10.2307/20039861.
- Wright, C. Ben (1976). «Mr. "X" and Containment». Slavic Review 35 (1): 1-31. ISSN 0037-6779. JSTOR 2494817. doi:10.2307/2494817.

## Otras lecturas
- Kennan, George F. (July 1947). «The Sources of Soviet Conduct». Foreign Affairs 25 (4): 566-582. ISSN 0015-7120. JSTOR 20030065. doi:10.2307/20030065.